# Centro traumatologico ortopedico (Napoli)
Il Centro Traumatologico Ortopedico (CTO) di Napoli è una struttura ospedaliera specializzata situata nella Zona ospedaliera di Napoli presso il quartiere Colli Aminei della città.

## Storia
Il Centro Traumatologico Ortopedico di Napoli venne fondato negli anni '50 come struttura specializzata dell'Istituto nazionale per l'assicurazione contro gli infortuni sul lavoro (INAIL). La costruzione nell'area naturalistica dei Colli Aminei seguì rigorosi vincoli ambientali che imponevano la conservazione dei pini marittimi esistenti. In seguito alle riforme sanitarie, il C.T.O. è stato integrato nell'Azienda Ospedaliera dei Colli di Napoli, insieme agli Ospedali Monaldi e Cotugno.

## Struttura e patrimonio architettonico
Il complesso ospedaliero si distingue per la sua integrazione con il contesto naturale del parco dei Colli Aminei. All'interno dell'area sorge Villa Colonna Bandini, edificio neoclassico di rilevanza storica che, pur restando di proprietà dell'INAIL, non svolge funzioni sanitarie ma è utilizzato come centro di formazione.

## Servizi e dipartimenti
In quanto centro specializzato in traumatologia e ortopedia, il CTO offre servizi diagnostici, chirurgici e riabilitativi nell'ambito delle patologie traumatiche e ortopediche. La struttura rappresenta un importante punto di riferimento sanitario per la città di Napoli e per l'intera regione Campania.
Di seguito sono riportati i Dipartimenti strutturali del CTO (accorpati agli altri nosocomi dell'Azienda ospedaliera dei Colli):
- Chirurgia Generale e Specialistica
  - U.O.C. Chirurgia generale
  - U.O.S.D. Endoscopia digestiva
- Dipartimento Funzionale Straordinario Emergenza Covid-19 e integrazione delle attività pneumologiche
- Orto-neurologico e centro trauma zonale
  - U.O.C. Cardiologia
  - U.O.C. FKT Recupero e riabilitazione
  - U.O.C. Neurochirurgia SUN
  - U.O.C. Neurologia e Stroke
  - U.O.C. Ortopedia e traumatologia
  - U.O.S.D. Chirurgia della mano
  - U.O.S.D. FKT-percorsi fisico-riabilitativi
  - U.O.S.D. Medicina e Chirurgia di accettazione e di urgenza (MCAU) - Pronto Soccorso
- Servizi Sanitari
  - U.O.C. Neuroradiologia
  - U.O.C. Radiodiagnostica
  - U.O.S.D. Gestione clinica del farmaco
  - U.O.S.D. Patologia clinica

## Collegamenti
L'ospedale CTO è raggiungibile tramite:
- Metropolitana di Napoli
  -  Colli Aminei (dista circa 2 km dall'Ospedale, all'esterno è possibile prendere la linea autobus 204 di ANM, che ferma dinanzi al CTO.)
- Azienda Napoletana Mobilità
  - 204 Cardarelli (Ospedale) – Dante – Piazza Municipio (Filobus)
- Altre linee (autobus)
  - 860
  - 927